# Ewa Swoboda
Ewa Nikola Swoboda (Żory, 26 de julio de 1997) es una deportista polaca que compite en atletismo, especialista en las carreras de velocidad.
Ganó una medalla de plata en el Campeonato Mundial de Atletismo en Pista Cubierta de 2024, dos medallas de plata en el Campeonato Europeo de Atletismo, en los años 2022 y 2024, y tres medallas en el Campeonato Europeo de Atletismo en Pista Cubierta entre los años 2017 y 2023.
En los Juegos Europeos de Cracovia 2023 consiguió dos medallas, oro en 100 m y plata en 4 × 100 m.

## Palmarés internacional
| Campeonato Mundial en Pista Cubierta | Campeonato Mundial en Pista Cubierta | Campeonato Mundial en Pista Cubierta | Campeonato Mundial en Pista Cubierta |
| Año                                  | Lugar                                | Medalla                              | Prueba                               |
| ------------------------------------ | ------------------------------------ | ------------------------------------ | ------------------------------------ |
| 2024                                 | Glasgow (Reino Unido)                | Medalla de plata                     | 60 m                                 |
| Juegos Europeos                      |                                      |                                      |                                      |
| Año                                  | Lugar                                | Medalla                              | Prueba                               |
| 2023                                 | Chorzów (Polonia)                    | Medalla de oro                       | 100 m                                |
| 2023                                 | Chorzów (Polonia)                    | Medalla de plata                     | 4 × 100 m                            |
| Campeonato Europeo                   |                                      |                                      |                                      |
| Año                                  | Lugar                                | Medalla                              | Prueba                               |
| 2022                                 | Múnich (Alemania)                    | Medalla de plata                     | 4 × 100 m                            |
| 2024                                 | Roma (Italia)                        | Medalla de plata                     | 100 m                                |
| Campeonato Europeo en Pista Cubierta |                                      |                                      |                                      |
| Año                                  | Lugar                                | Medalla                              | Prueba                               |
| 2017                                 | Belgrado (Serbia)                    | Medalla de plata                     | 60 m                                 |
| 2019                                 | Glasgow (Reino Unido)                | Medalla de oro                       | 60 m                                 |
| 2023                                 | Estambul (Turquía)                   | Medalla de plata                     | 60 m                                 |